# 龍福寺 (桑名市)
龍福寺（りゅうふくじ）は、三重県桑名市にある、高野山真言宗の仏教寺院である。山号は 龍宮山（りゅうぐうさん）。院号は 地蔵院（じぞういん）。本尊は地蔵菩薩。

## 歴史
開基・創建年代については判然としない。天正13年（1585年）の天正大地震や寛永8年の台風による被害の後、桑名藩主松平定綱が、寛永10年（1633年）に本堂を再建した旨の記録があることから、それ以前から存在していたことがわかる。貞享元年（1684年）には松尾芭蕉がこの地を訪れ、『野ざらし紀行』所収の「明ぼのや しら魚しろき こと一寸」の句を残している。 
近代に入り、明治19年（1886年）に河川改修に伴い現在地に移っている。昭和34年（1959年）9月26日の、伊勢湾台風により、堂宇や諸仏像等を流失し、住職一家も犠牲になるなど、多大な被害を受けた。その後、昭和46年（1971年）、現在の地に本堂が再建されている。

## 所在地
- 三重県桑名市地蔵455

## 近隣施設
- 長良川河口堰
- 九華公園（桑名城跡）

## アクセス
- 近鉄・JR 桑名駅より南東へ約3.5km
- 国道23号地蔵交差点より南東へ約0.5km（三重県道504号桑名港線沿い、揖斐川右岸沿い）
- 東名阪自動車道 桑名インターチェンジより約6.2km

三重四国八十八箇所の朱印は、1番札所大福田寺でうける。